# Río Böhme
El Böhme es un afluente del noreste de la orilla derecha del Aller en el distrito de Soltau-Fallingbostel en el estado de Baja Sajonia, en el norte de Alemania. El río tiene 72 km de largo.

## Curso
El Böhme se eleva en el extremo suroeste del parque natural de Lüneburg Heath en el Pietzmoor. Fluye principalmente en dirección suroeste a través del distrito de Soltau-Fallingbostel perdiendo 61 m de altura.
El Böhme abandona su región de origen al suroeste de la ciudad de Schneverdingen y se dirige hacia el sur, pasando por la ciudad de Soltau a unos 15 kilómetros. A continuación, discurre cerca del límite noroeste de la zona de maniobras militares de Bergen-Hohne y atraviesa los centros de Dorfmark y Bad Fallingbostel. Por encima de Walsrode forma la curva de Böhme (Böhmeknie), que se dirige hacia el noroeste, antes de girar finalmente hacia el suroeste para alcanzar el Aller un poco más abajo del pequeño pueblo de Böhme, entre Ahlden y Rethem.

## Descripciones

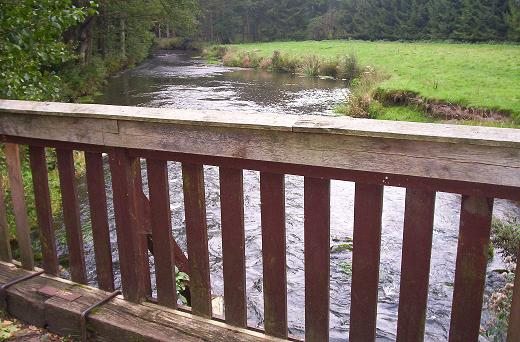
El Böhme cerca de Vierde

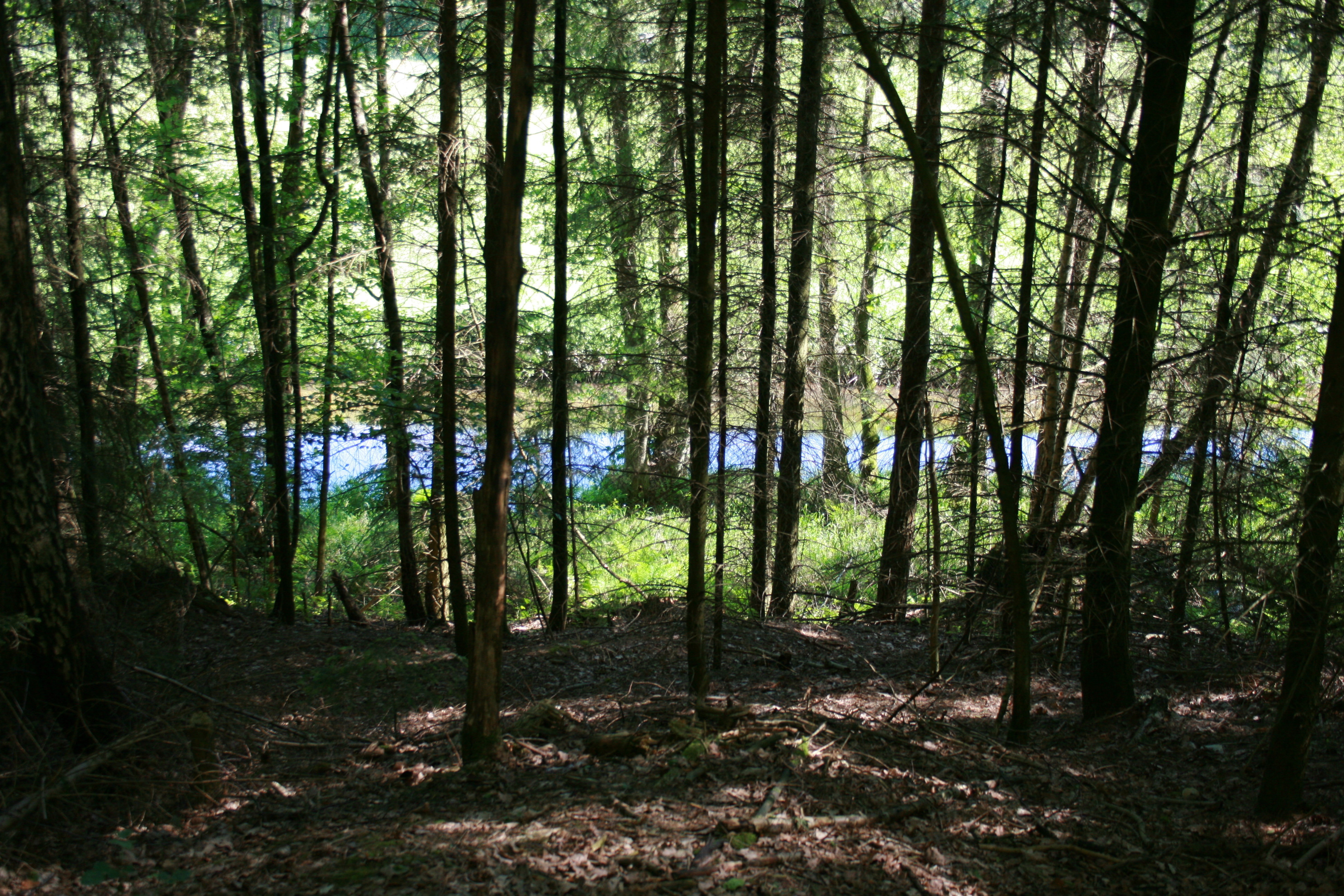
El Böhme en el Tietlinger Wacholderhain cerca de Honerdingen

El Böhme es el más occidental de los grandes ríos del Brezal del Sur o Südheide. Sin embargo, a diferencia de los demás, fluye por un valle relativamente estrecho en su tramo medio entre Dorfmark y Walsrode, cuyos puntos más altos son los acantilados de 40 m de altura del Fallingbostel Lieth. A finales del siglo XIX ya había empezado a atraer a los turistas y su popularidad se refleja en nombres locales como la Suiza de Honerdingen (Honerdinger Schweiz) -ahora irreconocible debido a las canteras de arena- y el desfiladero de Böhme (Böhmeschlucht). Inicialmente formaba una sola unidad paisajística con la pequeña cresta de la morrena del extremo de Falkenberg, los dólmenes de las Sieben Steinhäuser y el antiguo balneario de Achterberg, hoy dentro del Área de Capacitación de Bergen-Hohne. En la actualidad sigue dominado por el turismo, especialmente por los visitantes del Parque de las Aves de Walsrode y la tumba de Hermann Löns en Walsrode, la mayor ciudad del valle del Böhme.
Esta región, también llamada Heidmark, tiene una población más densa que la zona circundante, en parte debido a los suelos más fértiles del brezal local, pero sobre todo debido a la temprana industrialización en Bomlitz (en el afluente del Böhme del mismo nombre).
Los tramos superiores del valle son amplios y típicos del sur del brezal de Lüneburg . Aquí, el Böhme nace de varios antiguos pozos de turba en el Pietzmoor repoblado, cerca de Schneverdingen. El principal asentamiento en la parte alta del río es el centro de carreteras y ferrocarril de Soltau, una ciudad de centralidad similar a la de Walsrode y muy conocida como destino turístico por el parque Heide al norte de la ciudad.
Debajo de Walsrode, el valle se ensancha repentinamente en el valle glaciar del Aller con una llanura de inundación arenosa y densamente arbolada que se asemeja a un abanico aluvial . La calidad del agua es buena siendo de clase II: moderadamente contaminado en casi todas partes.

## Economía y transporte

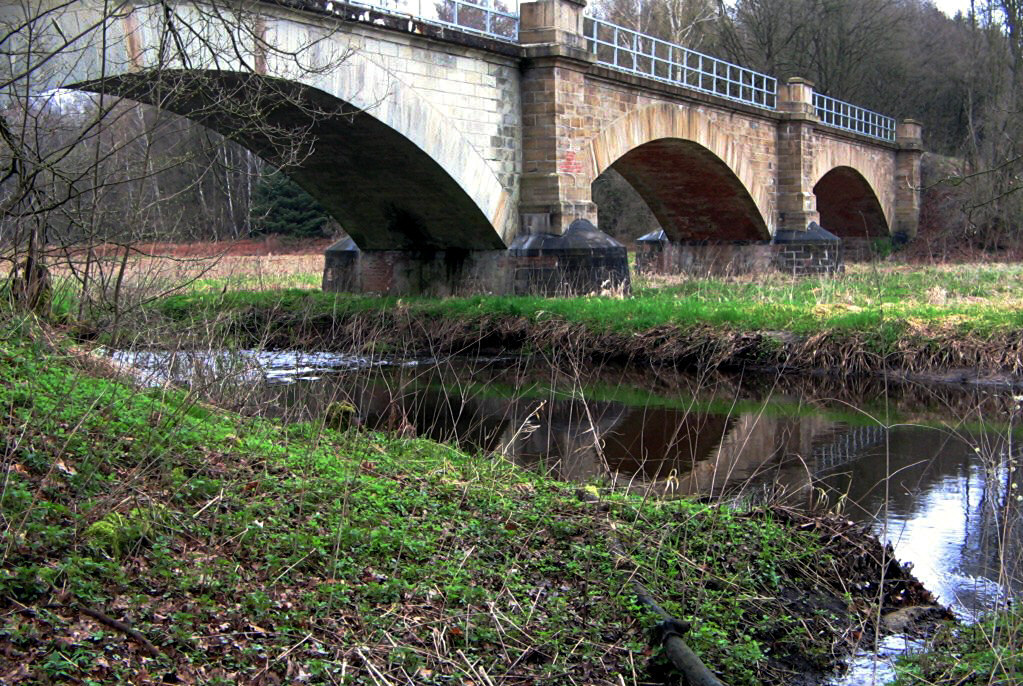
Puente del ferrocarril Bomlitz-Walsrode sobre el Río Böhme cerca del parque de aves de Walsrode.

El desarrollo económico actual del valle del Böhme se basa principalmente en su accesibilidad al intercambiador de autopistas de tres vías de Walsrode, en la intersección de las zonas de influencia de Bremen, Hamburgo y Hannover, que resulta conveniente para las empresas logísticas y el tráfico turístico, y también en la industria, principalmente en Bomlitz (Industriepark Walsrode, Dow Wolff Cellulosics y Bad Fallingbostel (el principal depósito de Kraft Foods en Europa).
El curso de Böhme es seguido a poca distancia por la autopista A7, la carretera federal B209 y desde 1890 por el ferrocarril Heath . Está atravesado por líneas ferroviarias de menor importancia como el ferrocarril Uelzen-Langwedel, parte de la llamada Línea América, y el ferrocarril Bomlitz-Walsrode.

## Ciudades y pueblos
Las ciudades y pueblos cercanos al recorrido del Böhme incluyen:
- Heber
- Wolterdingen
- Soltau
- Dorfmark
- Vierde
- Bad Fallingbostel
- Uetzingen
- Honerdingen
- Walsrode
- Böhme

El río dio su nombre a la ciudad propuesta de Böhmetal, que debía haberse formado a partir de Bomlitz, Bad Fallingbostel y Walsrode en 2011, antes de que los planes fracasasen.

## Afluentes
- Soltau (se une por la derecha en el centro de Soltau)
- Große Aue (atraviesa el parque Heide cerca de Soltau y entra por la izquierda al sur de Soltau en el Böhme, que es un poco más grande)
- Fischendorfer Bach (drena las partes más altas de la morrena final de Falkenberg y se une por la izquierda en el extremo sur del pueblo de Dorfmark)
- Steinbach (entra por la izquierda por un canal que se asemeja al de un arroyo de montaña entrelazado)
- Bomlitz (afluente más grande del Böhme, se fusiona desde la derecha en el complejo Eibia-Lohheide entre Bomlitz y Walsrode)
- Warnau (segundo afluente más grande, se une a 1 km por debajo del Bomlitz desde la derecha en el Borger Burg después de un tramo pintoresco con orillas empinadas)
- Rieselbach (atraviesa el Walsrode Bird Park y entra por la derecha)
- Fulde (drena Grundloses Moor y desemboca en el Böhme en Walsrode al sur de Klostersee)
- Jordanbach (drena el gran Vehmsmoor y se une por la derecha cerca de Altenboitzen)